# Accord d'Alger (2015)
Pour l’article ayant un titre homophone, voir Accords d'Alger.
L'accord d'Alger, officiellement dénommé Accord pour la paix et la réconciliation au Mali, est un accord visant à mettre fin à la Guerre du Mali, signé le 15 mai et 20 juin 2015 à Bamako — après des négociations menées à Alger — entre la République du Mali et la Coordination des mouvements de l'Azawad (CMA).

## Contexte
En 2013, un premier accord de paix, l'accord de Ouagadougou avait été signé entre le gouvernement malien et les rebelles indépendantistes touareg. Mais les 17 et 21 mai 2014 les combats reprennent à Kidal entre les rebelles et l'armée malienne. Celle-ci est battue et perd le contrôle de Ménaka, Andéramboukane, Anéfis et Kidal,,.
Le 22 mai, des négociations sont organisées à Kidal avec la médiation de Mohamed Ould Abdel Aziz, président de la Mauritanie et de l'Union africaine. Un accord de cessez-le-feu est conclu entre le gouvernement malien et les groupes armés du nord en vue de revenir à l'accord préliminaire de Ouagadougou. Les rebelles conservent toutefois leurs positions à Kidal et Ménaka,.

## Signature
Le 19 février, le gouvernement malien et les rebelles de la coordination des Mouvements de l'Azawad valident un nouveau document de cessation des hostilités alors que les négociations pour un accord de paix se poursuivent à Alger. Le 1er mars, un accord de médiation est proposé par l'Algérie, le document est paraphé par le gouvernement malien et les groupes loyalistes mais les représentants de la CMA hésitent et demandent un délai avant de parapher le texte en raison de l'hostilité d'une large partie de la base des mouvements rebelles à un texte qui ne prévoit ni autonomie ni fédéralisme pour le nord du Mali,,,,,,,,,. Finalement, le 10 avril, la CMA annonce qu'elle refuse de parapher l'accord en l'état,,.
Le 27 avril, le GATIA et le MAA loyaliste prennent le contrôle de la ville de Ménaka, ce qui provoque de nouveaux combats entre les rebelles et les milices loyalistes. Cependant la Coordination des mouvements de l'Azawad paraphe l'accord d'Alger le 14 mai, mais refuse de signer le texte,. Le 15 mai à Bamako, alors que des combats ont lieu le jour même dans les environs de Ménaka, l'accord de paix est signé par le gouvernement malien et les groupes loyalistes ainsi que plusieurs États et organisations au nom de la médiation internationale : l'Algérie, le Burkina Faso, la Mauritanie, le Niger, le Nigeria, le Tchad, l'Union africaine, l'ONU, la Cédéao, l'OCI, l'Union européenne et la France, mais sans la présence des représentants de la CMA,,,.
Finalement, la CMA, soumise à la pression de la communauté internationale, signe l'accord le 20 juin à Bamako. Le texte est signé par le représentant de la CMA, Sidi Brahim Ould Sidati, un dirigeant du MAA,,.

## Fin de l'accord
Le 25 janvier 2024, la junte militaire malienne annonce son retrait de l’accord, accusant l’Algérie d’ingérence dans les affaires intérieures du Mali et de soutenir les mouvements terroristes et séparatistes au Sahel.